# Es war Nacht in Rom
Es war Nacht in Rom (Originaltitel: Era notte a Roma) ist ein Film von Roberto Rossellini aus dem Jahr 1960. Der Alternativtitel ist Unter den Augen der Häscher.

## Handlung
Rom im Winter 1943/1944. Deutschland ist nach dem Waffenstillstand Italiens mit den Alliierten vom Verbündeten zur Besatzungsmacht geworden.
Drei als Nonnen verkleidete Schwarzmarkt-Händlerinnen nehmen bei ihren Einkäufen auf dem Land drei geflohene Kriegsgefangene mit nach Rom. Die Männer, ein Engländer (Michael Pemberton), ein Russe (Fjodor Nasukow) und ein Amerikaner (Peter Bradley) konnten sich bei Bauern verstecken. Aus Angst vor möglichen Vergeltungsmaßnahmen der Deutschen wollen die Bauern die alliierten Gefangenen jetzt aber loswerden. Dafür, dass sie diese Männer aufnehmen, bekommen die „Nonnen“ von ihnen einen Schinken und Wein umsonst. Esperia, eine der „Nonnen“, bringt die drei Männer bei sich auf dem Speicher unter, der nur durch eine geheime Schranktür zu erreichen ist.
Als sie erfährt, dass jeder, der Kriegsgefangenen hilft, von der deutschen Besatzungsmacht erschossen wird, versucht sie die Männer loszuwerden. Ihr Verlobter Renato, ein Widerstandskämpfer, kann das verhindern. Weil Peter Bradley, der Amerikaner, am Bein verletzt ist, bittet Esperia einen befreundeten Arzt, Dottore Costanzi, um Hilfe. Die Anwesenheit der Flüchtlinge bleibt im dicht bevölkerten Stadtviertel aber nicht unbemerkt. Den Hauswart kann Esperia jedoch bestechen, so dass er sie nicht verrät.
Esperia, Renato und die drei Soldaten feiern zusammen Weihnachten. Danach ist geplant, dass zwei Widerstandskämpfer aus der Gruppe um Renato die Flüchtigen aus Rom heraus in Sicherheit bringen sollen. Von Dottore Costanzi erfahren sie, dass die beiden Partisanen von den Deutschen getötet wurden. Fjodor bleibt bei den Widerstandskämpfern im Keller, um ihnen bei der Herstellung von Sprengkörpern zu helfen. Michael und Peter werden weiterhin im Speicher versteckt.
Als Esperia und Renato mit Essen in den Widerstandskeller hinabsteigen, werden sie von deutschen Soldaten festgenommen. Fjodor versucht zu fliehen und wird dabei erschossen. Tarcisio, ein Spitzel aus dem Viertel, hat sie verraten.
Als Michael und Peter fliehen müssen, kommt der Sohn des Fürsten Alessandro Antoniani, Bewohner eines benachbarten Palazzo, über die Dächer zu Hilfe und bringt sie in sein Haus. Die Familie des Fürsten gewährt noch einigen Gegnern der Deutschen Unterschlupf. Als deutsche Soldaten auf der Suche nach den Flüchtigen in den Palazzo eindringen, bekommt Antoniani Hilfe von Baron von Kleist, einem deutschen Offizier, der mit dem Fürsten befreundet ist. Durch die guten Beziehungen des Fürsten Antoniani zur katholischen Kirche werden Michael und Peter im Vatikan untergebracht. Dort erfahren alle Beteiligten von dem Massaker in den Ardeatinischen Höhlen.
Renato wird von den Deutschen ermordet, Esperia kommt frei. Michael schleicht über die Dächer zu Esperia. Tarciso klopft an Esperias Tür und will sie überreden, mit ihm nach Florenz zu fliehen, aber sie verachtet ihn zutiefst. Als Tarcisio sie daraufhin angreift, wird er von Michael umgebracht. Esperia gesteht ihm unter Tränen, dass sie ihn und Peter verraten hat, um Renato zu retten.
Die alliierten Truppen fahren in das nächtliche Rom ein und werden freudig begrüßt.

## Auszeichnungen
- 1960: Spezial Preis der Jury beim Internationalen Filmfestival Karlovy Vary
- 1960: Giovanna Ralli als Beste Schauspielerin beim San Francisco International Film Festival

## Kritiken
„Der Versuch italienischer Widerstandskämpfer im Zweiten Weltkrieg, Soldaten verschiedener Nationalität durch das besetzte Italien in Sicherheit zu bringen. Im Stil einer Chronik fesselnd geschildert. Rossellinis Film konzentriert sich ganz auf die Darstellung individueller Schicksale und zwischenmenschlicher Beziehungen.“

„Einmal mehr behandelt Roberto Rossellini sein Lieblingsthema: Menschen, die sich sprachlich nicht verständigen können, treffen aufeinander, was zwangsläufig zu Missverständnissen führt. Rossellini hat in diesem Film mit Hilfe eines von ihm konstruierten Zoom-Objektivs das adäquate Mittel gefunden, seine Personen bei allen inneren und äußeren Bewegungen minuziös zu verfolgen.“

„In Es war Nacht in Rom sehen viele ein Aufleben von neo-realistischen Tendenzen im Oeuvre des Regisseurs, und die Geschichte um eine Form von humanistischem Engagement, das die Verständigung über Sprachbarrieren hinweg gewährleistet, lässt sicherlich einen interessanten Vergleich mit Rossellinis Meisterwerk Paisà (1946) zu.“